# 山﨑萌絵
山﨑 萌絵（やまさき もえ、1990年12月30日 - ）は、九州朝日放送（KBC）のアナウンサー。

## 来歴
小学2年生まで福岡県福岡市に住んだ後、北九州市へ転居する。本人は北九州市を出身地としている。福岡県立小倉高等学校卒業（61期生）、早稲田大学法学部卒業。
大学を卒業後、2014年4月に九州朝日放送に入社。総合編成局アナウンス部に配属され、同局のアナウンサーになる。
結婚後、2017年2月から産休を取り、同年4月15日に長男を出産。1児の母となった後、2018年4月に職場復帰した。その後も第2子を妊娠したのに伴い、2022年12月第2週から再度産休ならびに育休を合わせて1年ほど取得。そして2023年2月13日に次男が誕生し、2児の母となった後、2024年2月1日より再び職場復帰した。

## 担当番組

### テレビ
- 速報!甲子園への道（朝日放送テレビ）
- アサデス。KBC - 「スポーツ☆キラリ」担当、ニュース担当。降板後の2022年4月4日にも、宮本啓丞の冬期休暇に伴う代理司会として出演した。
- ロンプク☆淳 - アシスタント
- ベタじゃない！石ちゃんのウラギリグルメ
- こわぼん 第11話 - 大島 役
- とっても健康らんど
- シリタカ! - ニュースMC
- サワダデース - ニュース担当[3]
- ぎゅっと - 金曜日MC
- KBCニュース - 不定期

### ラジオ
- Sweet Jazz
- 夜の穴〜ミッドナイト・ホール〜
- Dr.深堀のラジオde診察室 - 平川尚子、松下由依とのローテーション（2週担当して交替するというスタイル）で出演。
- 小林徹夫のアサデス。ラジオ → アサデス。ラジオ（第1期） → アサデス。ラジオ（第2期）
- KBC朝日新聞ニュース - 不定期
- サタモニ5 - メインパーソナリティ